# Glandirana
Glandirana is een geslacht van kikkers uit de familie echte kikkers (Ranidae). De groep werd voor het eerst wetenschappelijk beschreven door Liang Fei, Chang-yuan Ye en Yong-zhao Huang in 1990.
Er zijn vijf soorten, inclusief de pas in 2012 wetenschappelijk beschreven Glandirana susurra. Alle soorten komen voor in delen van Azië en leven in de landen China en Korea, mogelijk ook tot in Rusland en Japan, op Hawaï (Verenigde Staten) zijn soorten geïntroduceerd.
Door sommige bronnen wordt alleen de soort Glandirana minima tot dit geslacht gerekend, en worden andere soorten aan het geslacht Rugosa toegekend.

## Taxonomie
Geslacht Glandirana
- Soort Glandirana emeljanovi
- Soort Glandirana minima
- Soort Glandirana rugosa
- Soort Glandirana susurra
- Soort Glandirana tientaiensis

Abavorana · 
Amnirana · 
Amolops · 
Babina · 
Chalcorana · 
Clinotarsus · 
Glandirana · 
Huia · 
Humerana · 
Hydrophylax · 
Hylarana · 
Indosylvirana · 
Lithobates · 
Meristogenys · 
Odorrana · 
Papurana · 
Pelophylax · 
Pseudorana · 
Pterorana · 
Pulchrana · 
Rana · 
Sanguirana · 
Staurois · 
Sylvirana